# Lynne Cheney
Lynne Ann Vincent, coniugata Cheney (Casper, 14 agosto 1941), è una scrittrice e politica statunitense, 36ª Second lady degli Stati Uniti d'America dal 2001 al 2009, in quanto moglie del Vicepresidente degli Stati Uniti Dick Cheney durante la presidenza Bush Jr..

## Biografia
Discendente da una famiglia di pionieri mormoni, figlia di Wayne Edwin Vincent, un ingegnere, e di Edna Lydyer, uno sceriffo, fu allevata secondo i precetti della religione presbiteriana; dopo il matrimonio tuttavia, Lynne divenne metodista. Si sposò nel 1964 con il giovane studente Dick Cheney e dalla loro unione nacquero due figlie: Elizabeth (nel 1966) e Mary (nel 1969). Liz ha seguito le orme dei genitori facendo carriera in politica. Conseguì con i massimi voti un bachelor al Colorado College, fu membro della Kappa Alpha Theta, ottenne poi un master of arts all'università del Colorado di Boulder e il Ph.D. in letteratura britannica alla Università del Wisconsin-Madison (con una tesi intitolata La perfezione possibile di Matthew Arnold).
È stata presidente del National Endowment for the Humanities dal 1986 al 1993. Nel 1995 fondò l'American Council of Trustees and Alumni un think tank che si occupa della riforma degli alti studi negli Stati Uniti. È stata membro dell’American Enterprise Institute for Public Policy Research, e direttrice del Reader's Digest Association, Inc. nonché co-conduttrice della trasmissione politica domenicale della CNN Crossfire. Dal 1994 e fino all'elezione del marito alla carica di vice presidente è stata membro del consiglio di amministrazione della Lockheed Corporation. È nota anche per essere autrice o coautrice di numerosi libri.

## Opere
- Blue Skies, No Fences: A Memoir of Childhood and Family (2007) (ISBN 1-4165-3288-9)
- Our 50 States: A Family Adventure Across America (2006) (ISBN 0-689-86717-4)
- A Time for Freedom: What Happened When in America (2005) (ISBN 1-4169-0925-7)
- When Washington Crossed the Delaware : A Wintertime Story for Young Patriots (2004) (ISBN 0-689-87043-4)
- A is for Abigail: An Almanac of Amazing American Women (2003) (ISBN 0-689-85819-1)
- America: A Patriotic Primer (2002) (ISBN 0-689-85192-8)
- The Body Politic: A Novel (2000) (ISBN 0-312-97963-0)
- Kings of the Hill: How Nine Powerful Men Changed the Course of American History (1996) (ISBN 0-7567-5864-5)
- Telling the Truth (1995) (ISBN 0-684-82534-1)
- Academic Freedom (1992) (ISBN 1-878802-13-5)
- American Memory: A Report on the Humanities in the Nations Public Schools (1987) (ISBN 0-16-004284-4)
- Sisters (1981; New American Library, Penguin Group) (ISBN 0-451-11204-0)
- Executive Privilege (1979) (ISBN 0-671-24060-9)

## Nei media
- Vice - L'uomo nell'ombra (Vice), regia di Adam McKay (2018)